# نيكولو زانيلاتو
نيكولو زانيلاتو (بالإيطالية: Niccolò Zanellato)‏ (من مواليد مدينة ميلانو، في 24 يونيو 1998)، هو لاعب كرة قدم إيطالي، ويلعب في مركز خط الوسط مع نادي إيه سي ميلان المشارك في دوري الدرجة الأولى الإيطالي. حيث كانت بداياته مع فريق إيه سي ميلان بريميفيرا ثم تدرج للفريق الأول في موسم 2016-17 بعدما تم تصعيده من قطاع الشاب التابع للنادي.
شارك للمرة الأولى مع فريق إيه سي ميلان الأول بعمر الثامنة عشر، في 24 أغسطس 2017 ضد نادي شكينديا الألباني، حيث لعب المباراة كاملةً، وانتهت المباراة بنتيجة 1-0 لصالح إيه سي ميلان ضمن منافسات الدوري الأوروبي 2017–18.

## روابط خارجية
- نيكولو زانيلاتو على موقع قاعدة بيانات كرة القدم.إي يو (الإنجليزية)
- نيكولو زانيلاتو على موقع Soccerway.com (الإنجليزية)
- نيكولو زانيلاتو على موقع AS.com (الإسبانية)